# 熊本市立長嶺小学校
熊本市立長嶺小学校（くまもとしりつ ながみねしょうがっこう）は、熊本県熊本市東区長嶺南七丁目にある公立小学校。全校生徒の人数は1000人近くを有する。

## 沿革
- 1991年（平成3年） - 熊本市立月出小学校、熊本市立託麻東小学校、熊本市立託麻南小学校より分離し開校

## 委員会
- 企画委員会
- 環境・美化委員会
- 音楽委員会
- 放送情報委員会
- 生活委員会
- 体育委員会
- 掲示委員会
- 図書委員会
- 保健委員会
- 給食委員会
- 栽培委員会

## クラブ活動
- ミニバレークラブ
- バドミントンクラブ
- ビーズ・手芸クラブ
- 球技クラブ
- パソコンクラブ
- ミニテニスクラブ
- イラスト・マンガクラブ
- 卓球クラブ
- 読書クラブ
- ビデオ鑑賞クラブ
- 将棋・オセロクラブ
- 百人一首クラブ
- モルッククラブ

## 部活動

### 運動部
- 野球部
- サッカー部
- バスケ部
- バレー部

### 文化部
- 吹奏楽部
  - 2001年（平成13年）第20回全日本小学校バンドフェスティバル　グッドサウンド賞
  - 2002年（平成14年）第21回全日本小学校バンドフェスティバル　優秀賞
- コーラス部
  - 2003年（平成15年）第70回全国学校音楽コンクール熊本県コンクール銀賞
  - 2004年（平成16年）第71回全国学校音楽コンクール熊本県コンクール銅賞
  - 2008年（平成20年）第75回全国学校音楽コンクール熊本県コンクール銅賞
  - 2009年（平成21年）第76回全国学校音楽コンクール熊本県コンクール銅賞